# Kuzdağ, Yenice
Kuzdağ là một xã thuộc huyện Yenice, tỉnh Karabük, Thổ Nhĩ Kỳ. Dân số thời điểm năm 2010 là 133 người.